# Коэн, Флорис
Флорис Коэн (Hendrik Floris Cohen; род. 1 июля 1946, Харлем) — нидерландский историк науки. Доктор (1970), экс-профессор Утрехтского университета, член Международной академии истории науки.
Окончил Stedelijk Gymnasium Haarlem со специализацией по естественным наукам.
Изучал историю в Лейдене, где его отец был профессором, получил там докторскую степень. Окончил университет в 1970 со специализацией по социально-экономической истории и дополнительной — по истории науки. Докторская дисс. — о стремлении к инновациям в голландской социал-демократии в первое десятилетие после Первой мировой войны (1919—1930). В области истории науки указывал себя учеником Рейера Хойкааса.
С 1975 по 1982 год научный сотрудник в Museum Boerhaave в Лейдене. С 1982 профессор истории науки и техники в Университете Твенте. В 2006-9 внештатный профессор на факультета гуманитарных наук Утрехтского университета. По случаю отставки в 2019 причислен к рыцарскому званию Ордена Нидерландского льва.
В 2014—2019 редактор HSS. Труды:
- За обновление социализма. Политическая ориентация голландской социал-демократии 1919—1930 гг. Лейден: Leiden University Press, 1974.
- Битва за академию. Лейденский университет в поисках структуры управления (1967—1971). Меппел: Бум, 1975. 211 с. ISBN 90.6009.209.0.
- Квантификация музыки. Наука о музыке на первом этапе научной революции, 1580—1650. Дордрехт: Рейдель, 1984. 308 стр. ISBN 90.277.1637.4.
- Научная революция. Историографическое исследование. Чикаго и Лондон: Издательство Чикагского университета, 1994. 662 с. ISBN код: 0.226.11279.9.  (В 2012 году выйдет китайский перевод.)